# Oxydesmus gilvicauda
Oxydesmus gilvicauda är en mångfotingart som beskrevs av Carl Graf Attems. Oxydesmus gilvicauda ingår i släktet Oxydesmus och familjen Oxydesmidae. Inga underarter finns listade i Catalogue of Life.